# Sammlung Lambrecht-Schadeberg
Die Sammlung Lambrecht-Schadeberg enthält herausragende Arbeiten aus allen Werkphasen der Träger des Rubenspreises der Stadt Siegen. Derzeit gehören ca. 200 Werke von Hans Hartung, Giorgio Morandi, Francis Bacon, Antoni Tàpies, Fritz Winter, Emil Schumacher, Cy Twombly, Rupprecht Geiger, Lucian Freud, Maria Lassnig, Sigmar Polke und Bridget Riley zum Bestand.
Die Sammlung Lambrecht-Schadeberg/Rubenspreisträger der Stadt Siegen – wie die offizielle Bezeichnung lautet – wird permanent im Museum für Gegenwartskunst Siegen ausgestellt. In wechselnden Präsentationen sind dort repräsentative Werke aus den verschiedenen Werkphasen (Gegenwartskunst) der Rubenspreisträger zu sehen. So bieten die individuellen künstlerischen Positionen – als Lebenswerke – einen  Einblick in die europäische Malereigeschichte.
Die Sammlung Lambrecht-Schadeberg wird als eine der „schönsten Kunstsammlungen in Deutschland“  angesehen. Im kulturellen Leben des Siegerlandes ist die Gemäldesammlung  verankert.

## Barbara Lambrecht-Schadeberg
Barbara Lambrecht-Schadeberg wurde 1935 geboren und wuchs in Krombach und Kreuztal im Siegerland auf. Nach dem Abitur begann sie ein Jura-Studium, das sie mit dem Assessor-Examen abschloss. 1961 wurde sie Mitgesellschafterin der Krombacher Brauerei Bernhard Schadeberg GmbH & Co. KG in Kreuztal-Krombach. Gemeinsam mit ihrem Bruder Friedrich Schadeberg und dessen Kindern Petra Schadeberg-Herrmann und Bernhard Schadeberg steht sie seitdem dem Unternehmen vor. Neben ihrem Engagement für die Bildende Kunst ist Lambrecht-Schadeberg unter anderem auch aktive Förderin des Siegener Apollo-Theaters als auch der Philharmonie Südwestfalen. Bereits 1994 rief sie die Barbara-Schadeberg-Stiftung ins Leben zur Förderung der christlichen Bildung und Erziehung.
2002 erhielt Barbara Lambrecht-Schadeberg die Ehrenbürgerschaft der Stadt Siegen, 2014 wurde sie für ihr kulturelles und soziales Engagement mit dem James-Simon-Preis geehrt, im März 2016 mit dem Bundesverdienstkreuz 1. Klasse ausgezeichnet. 2017 erhielt sie mit die Maecenas-Ehrung des Arbeitskreises selbständiger Kultur-Institute.
Bevor sie sich den Werken der Rubenspreisträger widmete, sammelte u Lambrecht-Schadeberg Malerei des Impressionismus- und Postimpressionismus. Die Neuausrichtung ihrer Sammelleidenschaft ging mit Bestrebungen zur Neugründung eines Siegener Museums für Gegenwartskunst einher. 1997, gründete Barbara Lambrecht-Schadeberg als erste Präsidentin die Peter Paul Rubens-Stiftung. Damit wurde sie zur Wegbereiterin und Mäzenin des Museums für Gegenwartskunst Siegen, das 2001 eröffnete. Der Stiftung, die für den Betrieb des Museums zuständig ist, übergab sie ihre Malereisammlung als Dauerleihgabe. 2015 verkündete Lambrecht-Schadeberg ihren Rückzug aus dem Stiftungsvorstand und sicherte juristisch den Verbleib der Sammlung in der Peter Paul Rubens-Stiftung ab.
Lambrecht-Schadeberg begann 1992, gezielter Werke der ausgezeichneten Rubenspreisträger zu sammeln:
„Ich habe die Sammlung begonnen, um den Rang, den die von der Stadt ausgezeichneten Künstler haben, für die Allgemeinheit sichtbar zu machen.“(Barbara Lambrecht-Schadeberg)